# Cif
Pour les articles homonymes, voir CIF et Jif.

Ancien logo de la marque.

Cif, également connue, suivant les pays, sous le nom  Jif, Viss, Vif ou Vim, est la marque commerciale d'une gamme de nettoyants ménagers, propriété du groupe anglo-néerlandais Unilever.
Si la marque, lancée en 1965 en France sous le nom de Cif Ammoniacal, est à l'origine connue pour sa crème à récurer, elle propose aujourd'hui un éventail plus large de produits d'entretien, dont des liquides pour le sol, des lingettes nettoyantes et des sprays multi-usages. 
Le produit, commercialisé sous des marques différentes dans 51 pays, est le détergent abrasif liquide le plus vendu au monde. C'est également le premier produit de ce genre à avoir été commercialisé.

## Présence dans le monde
La marque « Cif » est utilisée notamment en France, en Belgique, en Suisse, au Portugal, en Finlande, au Danemark, en Argentine, en Inde, en Italie.
En Suède, au Royaume-Uni et en Afrique du Sud, ce détergent était initialement commercialisé sous la marque « Vim », puis sous la marque « Jif », avant de prendre en 2001 le nom de Cif pour homogénéiser la dénomination utilisée dans le monde. En Allemagne, le nom utilisé est « Viss » ; au Canada, « Vim ».